# Attala megye
Attala megye az Amerikai Egyesült Államokban, azon belül Mississippi államban található. Megyeszékhelye és legnagyobb városa Kosciusko. Lakosainak száma 17 889 fő (2020. április 1.). Attala megye Montgomery, Leake, Madison, Choctaw, Winston, Neshoba, Carroll, Holmes és Yazoo megyékkel határos.

## Népesség
A megye népességének változása:
| Lakosok száma | 19 566 | 19 314 | 19 107 | 19 317 | 19 043 | 17 889 |
|               | 2010   | 2011   | 2012   | 2013   | 2015   | 2020   |